# Fanny Price
Fanny Price es un personaje de ficción en la tercera novela, Mansfield Park, creado por Jane Austen en 1814.

## Características
La novela narra la historia de Fanny, mostrándola como una persona tímida y complaciente. 
Provenía de una familia que habitaba en Portsmouth, un condado muy pequeño al sur de Inglaterra. Su madre era hermana de Maria Ward de Hungtingdon , quien había conseguido un buen matrimonio, el cual la elevó al rango de esposa de baronet, su otra hermana gracias a los favores de su cuñado vivió tranquilamente gracias al el beneficio eclesiástico de Mansfield para su marido. Pero en cambio la señorita Frances se casó con un suboficial de infantería marina, Sir Thomas Bertram no pudo ayudarle y se produjo una ruptura entre las dos hermanas y la señorita Frances. 
Tuvo una infancia muy humilde hasta que a la edad de diez años, su madre, la señora Price reanudó la relación con sus hermanas, pidiéndoles ayuda. Así se dispuso que Fanny se mudara a la casa de los Bertram.
Allí creció y se convirtió en una señorita educada, complaciente, y agradecida. Siempre en un rango inferior a sus primas y primos. Quienes salvo Edmund, el hijo menor, la trataban de manera distinta, pidiéndole siempre que se hiciera cargo de recados. Entre Edmund y Fanny se creó un gran afecto, hasta que finalmente Fanny se da cuenta de que se ha enamorado de él. 
Pero llegan al pueblo el señor y la señora Grant, tras la muerte del señor Norris, para hacerse cargo del beneficio eclesiástico, y sus dos hermanos, la señorita Mary Crawford, de quien se enamora Edmund, y el señor Henry Crawford, quien seducirá a las hermanas Bertram y posteriormente se enamorará de Fanny. Este amor no es correspondido por Fanny, quien rechaza su petición de matrimonio creyendo que Henry solo juega con ella. Esto se demostrará cuando Henry Crawford se escape con Maria Bertram (ya casada con sir Rushworth). Finalmente, tras mudarse durante unos meses con su familia en Portsmouth, se casa con Edmund Bertram y alcanza la felicidad.
- Datos: Q3066481